# Tutton Point
Der Tutton Point ist der südwestliche Ausläufer der Liard-Insel im Archipel der Adelaide- und Biscoe-Inseln vor der Loubet-Küste des Grahamlands auf der Antarktischen Halbinsel. Die Landspitze ragt in die Hanusse-Bucht hinein und ist Startpunkt für Fußmärsche in das Innere der Insel.
Der Falkland Islands Dependencies Survey kartierte sie anhand von Luftaufnahmen der US-amerikanischen Ronne Antarctic Research Expedition (1947–1948) und der Falkland Islands and Dependencies Aerial Survey Expedition (1956–1957). Das UK Antarctic Place-Names Committee benannte sie 1960 nach dem britischen Mineralogen Alfred Edwin Howard Tutton (1864–1938).